# 肯尼·蒙代
肯尼·蒙代（英語：Kenny Monday，1961年11月25日—），美国男子摔跤运动员。他曾代表美国参加1988年、1992年和1996年夏季奥林匹克运动会摔跤比赛，获得一枚金牌和一枚银牌。